# Harald Harth
Harald Harth (geb. vor 1969) ist ein österreichischer Film-, Fernseh- und Theaterschauspieler.

## Leben
Der Schauspieler spielte am Beginn seiner Laufbahn zwei Hauptrollen in Fernsehfilmen von Peter Beauvais: 1969 den Fink in Schnitzlers Fink und Fliederbusch (ARD, HR) und 1971 den Alfred in Sterben (ZDF) nach einem Drehbuch von Leopold Ahlsen. 1974 war er der Hans Gerersdorfer in Verurteilt 1910, einem Dokumentarspiel über den Indizienprozess gegen einen Oberleutnant, der 1910 von einem Wiener Militärgericht wegen angeblichen Giftmords an einem Kameraden verurteilt wurde, und – an der Seite von Attila Hörbiger und Paula Wessely – der Sreten in Michael Kehlmanns Nichts als Erinnerung, einem TV-Drama um eine serbische Familie in den 1930er Jahren nach einem Roman von Milo Dor. 1976 wirkte er im deutschen Kriegsfilm Unternehmen V2 von Antonis Lepeniotis mit.
Bei den Salzburger Festspielen verkörperte Harald Harth von 1973 bis 1977 den Armen Nachbarn im Jedermann am Domplatz. Bei den Bregenzer Festspielen gastierte er 1979 als Derwisch in Nathan der Weise sowie 1983 als Hechingen im Schwierigen von Hofmannsthal.
Lange Jahre war Harald Harth dem Theater in der Josefstadt verbunden und spielte dort u. a. in drei Produktionen, die auch fürs Fernsehen aufgezeichnet wurden:
1974 in Rosmersholm, 1977 im Grünen Kakadu (inszeniert von Klaus Maria Brandauer) und 1988 in Professor Bernhardi (inszeniert von Otto Schenk). Im Jahr 2000 war er an diesem Haus im Schwierigen (Regie: Otto Schenk) zu sehen, 2001 in Molnars Olympia (Regie: Fritz Muliar) und 2002 in der Wildente (Regie: Dietmar Pflegerl).
In den 1980er Jahren war er in einer Reihe von Fernsehserien verpflichtet: Im Ringstraßenpalais spielte er in acht Folgen den Dr. Meyer, im Leihopa verkörperte er den Vater, in der Lieben Familie den Harald Strohmer. 1983 spielte er im Walzer der Toreros an der Seite von Emmy Werner den Doktor Bonfant, 1992 in Leas Hochzeit in der Regie von C. Rainer Ecke den Daniel.
Harth arbeitet auch als Sprecher für Hörbücher und wirkte in über 30 Hörspielen mit, beispielsweise 2004 in Das Herz aus der Decke von Bettina Balàka und 2007 in Gut gegen Nordwind von Daniel Glattauer.